# Claude de Seyssel
Claude de Seyssel (* 1450 in Aix-les-Bains, Savoyen; † 30. Mai 1520 in Turin, Italien) war als französischer Humanist, Jurist, Philologe, Herausgeber antiker Werke, Autor von historisch-politischen Werken, Bischof und Theologe auf vielen Gebieten der Gelehrsamkeit bewandert. Er war ein namhafter Diplomat und Politiker, der umfassendes Wissen mit sprachlicher Versiertheit und politischem Geschick verband.

## Leben
Seyssel war ein unehelicher Sohn des gleichnamigen Marschalls von Savoyen. Er studierte Rechtswissenschaften und Theologie in Chambéry, Turin und Pavia. 1485 promovierte er und bekam einen Lehrstuhl an der Universität Turin. 1499 wurde er Minister des französischen Königs Ludwig XII., Kanzler von Frankreich und Botschafter in Italien und England. Seyssel rühmte den König in seiner Histoire singuliere de Louis XII. (1508) und in Les louanges de Louis XII. (1509). Neben seiner Tätigkeit als Übersetzer war Seyssel weiterhin als Diplomat und Politiker tätig; er geriet in die Zerwürfnisse zwischen Ludwig XII. und dem Papst Julius II., zog sich für kurze Zeit aus der Politik zurück, wurde aber vom neuen Papst Leo X. 1513 in Rom willkommen geheißen. Dies war der Höhepunkt seiner diplomatischen Karriere. Nach dem Tod Ludwigs XII. 1515 zog sich Seyssel aus der aktiven Politik zurück. Im gleichen Jahr erhielt er die Bischofswürde von Marseille.

## Wirken
Sein bekanntestes Buch, das er während des Ruhestands auf Wunsch von Ludwigs Nachfolger Franz I. verfasste, war Le grant monarchie de France (1518). Es wird als eines der besten Beispiele französischen politischen Denkens im frühen 16. Jahrhundert angesehen. Seyssel hatte eine sehr günstige Meinung von der französischen Monarchie und Staatsverfassung. Er sah im französischen Staatsaufbau Kontrolle und Gleichgewicht und behauptete, die Macht des Königs sei durch Religion, bestehende Gesetze und Gebräuche eingeschränkt. Seine Ideen hatten im 16. Jahrhundert großen Einfluss. Später nahmen französische politischer Denker dazu Stellung und erweiterten sie.

## Werke

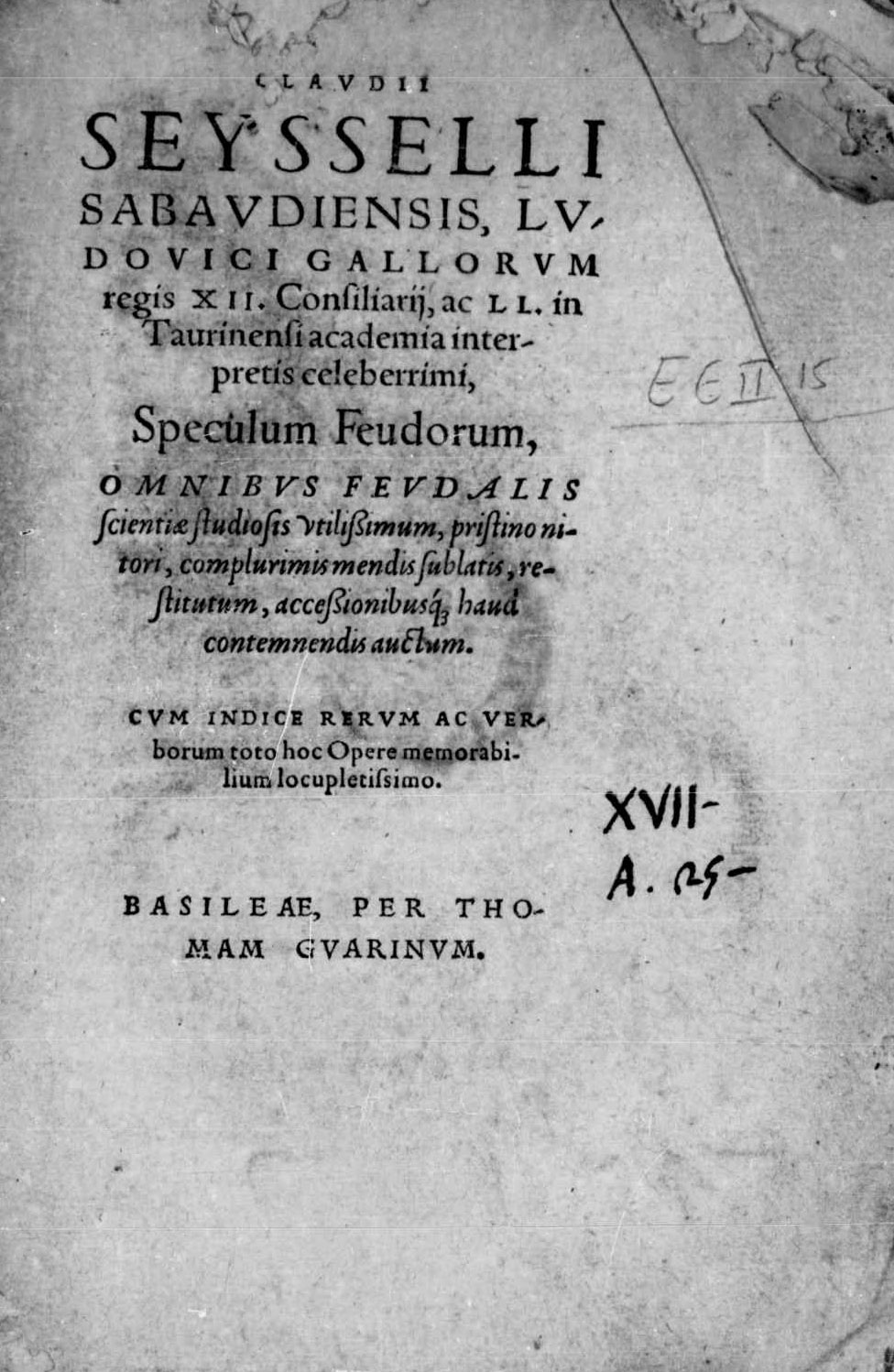
Speculum feudorum, 1566

- Übersetzung und Herausgabe antiker Autoren (Xenophon, Diodor, Plutarch, Justinus, Eusebius, Appian u. a.)
- Speculum feudorum, Mailand 1508.
  - Speculum feudorum. Thomas Guarin, Basel 1566 (Latein, beic.it).
- Histoire singuliere de Louis XII. (1508)
- Les louanges de Louis XII. (1509)
- Victoire du Roi contre les Vénetiens. (1510)
- Monarchie de France. (1515)
- De Divina Providentia. (1520)